# 第98親衛空挺師団 (ロシア空挺軍)
第98親衛空挺師団（だい98しんえいくうていしだん、ロシア語: 98-я гвардейская воздушно-десантная дивизия、略称98 гв.ВДД）は、ロシア空挺軍の師団。空挺軍司令部隷下。イヴァノヴォに駐屯。ソ連軍時代はウクライナに駐屯しており、ウクライナ空中機動軍の母体となっている。

## 沿革

### ソ連軍時代
- 1943年12月20日：第18、第19、第20の3個独立親衛空挺旅団に基づき第13親衛空挺師団が編成された。
- 1944年5月3日：第13親衛空挺師団が第98親衛狙撃師団に改編された。
- 1944年6月：カレリア戦線に派遣。事後、南カレリアの解放に参加。
- 1944年7月：スヴィリ川渡河の功績に対して、「スヴィリ」の称号を授与。
- 1944年10月：独立親衛空挺軍第37親衛空挺軍団において第98親衛空挺師団に改編。
- 1944年12月：第9親衛軍第37親衛狙撃軍団第98親衛狙撃師団に改編。
- 1945年3月：第3ウクライナ戦線において、バラトン湖（ハンガリー）北方でドイツSS装甲師団「アドルフ・ヒトラー」を撃破。
- 1945年4月26日：師団に対して、「戦闘赤旗勲章」授与。
- 1945年5月：5月1日、オーストリア領内に進出。5月10日、チェコスロバキアのピルゼン市、グラデツ・クラエフ市地区において、アメリカ軍と会合。
- 1945年6月：戦勝式典に参加。
- 1945年5月～1946年1月：ハンガリー、キシュテレグ市に駐屯。
- 1946年初め：モスクワ軍管区、ムーロム市に配置転換。
- 1946年6月14日：第98親衛空挺師団に改編された。
- 1946年7月：沿海軍管区、モロトフ地区ポクロフカ村に移動。
- 1951年6月：極東軍管区、アムール州ベロゴルスク市に配置転換。
- 1968年2月：師団に対して、「2等クトゥーゾフ勲章」授与。
- 1969年7月：極東軍管区軍事会議の持ち回り赤旗が、師団に永久保管。

### ウクライナ駐屯時代
- 1969年：ウクライナ・ソビエト社会主義共和国オデッサ軍管区、ベルグラド市に配置転換。
- 1987年11月：名誉称号「大十月70周年」を授与（この称号は、ソ連軍全体で3部隊しか有していない）。
- 1979～1989年：アフガニスタンでの戦闘行動に参加。
- 1980年代末～1990年代初め：ザカフカーズ及び中央アジアにおいて、特殊任務遂行。

### ロシア連邦軍時代
- 1993年5月：ソビエト連邦の崩壊に伴い、ウクライナから引き揚げ、駐屯地をロシア・イワノヴォ市に移転。この際、団員の約4割がそのままウクライナに残り、ウクライナ空中機動軍を設立した。
- 1994年12月～1995年2月：第一次チェチェン紛争に投入。
- 1995年5月：師団配下の第331親衛落下傘連隊が、戦勝50周年式典の観閲式に参加（2000年にも参加）。
- 1996年1月：師団に基づき、ロシア連邦平和維持軍独立空挺旅団が編成され、ボスニア・ヘルツェゴビナで平和維持任務を遂行。
- 1998年7月：グルジア・アブハジア紛争地帯において、平和維持任務を遂行。
- 1999年5～7月：第331連隊第2大隊に基づき混成大隊が編成され、平和維持任務遂行のためコソボに派遣。
- 1999年9月～2000年3月：第331連隊に基づき編成された混成連隊戦術群を第二次チェチェン紛争に投入。
- 2014年4月～2015年:第331連隊の一部隊員をドンバス戦争に投入[1]。
- 2018年5月:第331連隊が赤の広場での戦勝記念日のパレードに参加[1]。
- 2022年3月17日:2022年ロシアのウクライナ侵攻において、連隊長を含む第331連隊隊員5名の戦死が報道される[1]。

## 編制
- 師団司令部（イヴァノヴォ）
- 第217親衛落下傘連隊
- 第299落下傘連隊
- 第331親衛落下傘連隊
- 第1065砲兵連隊
- 第318独立高射ミサイル大隊
- 第661独立工兵大隊
- 第674独立通信大隊
- 第15独立修理大隊
- 第243独立軍事輸送航空飛行隊

## 歴代師団長
| 職名   | 就任年          | 氏名                             | 階級     |
| ------ | --------------- | -------------------------------- | -------- |
| 師団長 | 1944年 - 1944年 | コンスタンチン・ヴィンドゥシェフ | 親衛大佐 |
| 師団長 | 1944年 - 1946年 | ワシーリー・ラリン               | 親衛少将 |
| 師団長 | 1946年 - 1950年 | ミハイル・アリモフ               | 親衛少将 |
| 師団長 | 1950年 - 1952年 | ワレーリー・サフチュク           | 親衛少将 |
| 師団長 | 1952年 - 1954年 | ピョートル・リャボフ             | 親衛少将 |
| 師団長 | 1954年 - 1956年 | イワン・ジェドフ                 | 親衛大佐 |
| 師団長 | 1956年 - 1962年 | アンドレイ・エヴダン             | 親衛少将 |
| 師団長 | 1962年 - 1962年 | ミハイル・ソロキン               | 親衛少将 |
| 師団長 | 1962年 - 1966年 | ドミトリー・スホルコエ           | 親衛少将 |
| 師団長 | 1966年 - 1967年 | ニコライ・バラノフ               | 親衛少将 |
| 師団長 | 1967年 - 1973年 | ゲンナジー・サモイレンコ         | 親衛少将 |
| 師団長 | 1973年 - 1977年 | アレクセイ・ソコロフ             | 親衛少将 |
| 師団長 | 1977年 - 1982年 | ヴィターリー・レベジェフ         | 親衛少将 |
| 師団長 | 1982年 - 1985年 | オスワリダス・ピカウスカス       | 親衛少将 |
| 師団長 | 1985年 - 1989年 | アレクサンドル・チンダロフ       | 親衛少将 |
| 師団長 | 1989年 - 1993年 | ワレーリー・ヴォストロチン       | 親衛少将 |
| 師団長 | 1993年 - 1996年 | アレクサンドル・ベスパロフ       | 親衛少将 |
| 師団長 | 1996年 -        | アレクサンドル・レンツォフ       | 親衛少将 |